# 鈎取ショッピングセンター
鈎取ショッピングセンター（かぎとりショッピングセンター）は、宮城県仙台市太白区鈎取本町にあるショッピングセンター。
西方約2㎞に仙台南ICが位置する、仙台市街地南西部の郊外型大型店が軒を連ねる一帯に立地し、中でも国道286号を隔てて、類似業種のヨークタウン山田鈎取店とはほぼ向き合う形となっている。

## 概要
イオングループが所有していたショッピングセンター用地を、中堅ゼネコン福田組の子会社である福田道路に売却。福田道路が開発し、2006年4月21日に「鈎取ショッピングセンター」がオープン。
同年11月に不動産証券化により、福田道路から投資法人に施設を売却。投資法人からの委託により、三菱UFJ信託銀行が管理・運営をしている。
2014年9月12日にリニューアルオープン。
2022年3月16日に発生した福島県沖地震により、2階の専門店街が臨時休業となっていたが、現在は営業を再開している。

## 沿革
- 2006年（平成18年）4月21日 - 開業[1]。
- 2014年（平成26年）9月12日 - リニューアルオープン。
- 2016年（平成28年）4月 - 開業10周年。
- 2022年（令和4年）
  - 3月17日 - 福島県沖を震源とする大規模な地震や津波が発生し、地震による影響により2階の専門店街が臨時休業となる[3]。
  - 3月30日 - 全館での営業を再開[4]。
- 2024年（令和6年）10月19日 - 食料品売場がリニューアルオープン[1]。
- 2025年（令和7年）3月1日 - イオン東北とイオンスーパーセンターが統合し、イオン東北の店舗となる。

## フロアとテナント

### フロア概要
核店舗のイオンスーパーセンター鈎取店と34の専門店で構成される。
| 階   | フロア概要                       |
| ---- | -------------------------------- |
| 屋上 | 屋上駐車場                       |
| 2階  | 専門店街・屋内駐車場             |
| 1階  | 直営売場・専門店街・フードコート |

### 主なテナント
フード
- 築地銀だこ（たこ焼）
- ガスト （レストラン）
- サーティワンアイスクリーム （アイス・クレープ）
- パン工場 （ベーカリー）
- イタリアントマト（カフェ・軽食）
- ケンタッキーフライドチキン（ファストフード）

ファッション・グッズ
- 西松屋（ベビー・子供服）
- シュープラザ（靴）
- ハニーズ（レディス）

- ザ・ダイソー（100円ショップ）
- カメラのキタムラ（写真）
- 宮脇書店（書籍）

サービス・エンターテイメント
- 鈎取イオンスーパーチャンスセンター（宝くじ）
- カーブス （フィットネス）
- スタジオマリオ （写真館）
- ブックオフプラス （リサイクル）
- モーリーファンタジー（ゲームセンター）

※テナント情報は2022年5月時点
出店テナント全店の一覧詳細情報は公式サイト「フロアガイド」を、営業時間およびATMを設置している金融機関の詳細は公式サイトを参照。

## アクセス

### 自動車
- 仙台南部道路 - 山田ICより3分
- 東北自動車道 - 仙台南ICより7分

### 路線バス
- 宮城交通 - 仙台南営業所線または尚絅学院大線新道西多賀経由より「新仙台郵便局前」下車、徒歩2分（上り（西多賀方面）には当該のバス停がないため、徒歩5分程のバス停「新田入口」から乗車）
- 宮城交通 - 長町駅 または 長町南駅 から｢秋保｣｢日本平｣｢山田ニュータウン｣方面行乗車で、｢鈎取｣下車徒歩3分程。

### 鉄道
- 仙台市地下鉄南北線 - 富沢駅及び八木山動物公園駅から徒歩で約43分。

## 近隣施設
- 新仙台郵便局
- ケーズデンキ仙台太白店
- ヤマダ電機 テックランド仙台太白店